# Friedrich Gerlach

Friedrich Gerlach
(Porträt in Öl auf Holz von Gebhard Fugel, 60 cm × 80 cm, München)

Johann Friedrich Christoph Gerlach (* 29. April 1856 in Siders, Kanton Wallis, Schweiz; † 30. September 1938 in Wiesbaden) war ein deutscher Bauingenieur, Baubeamter, Hochschullehrer und Mitglied des Preußischen Abgeordnetenhauses.

## Leben
Gerlach war der älteste Sohn des in Madfeld geborenen Bergingenieurs und Geologen Heinrich Gerlach (1822–1871). Seine Mutter Sophie Gerlach geb. Henke, Tochter eines Rentmeisters, stammte aus Bödefeld. Er wurde am 29. April 1856 in Siders im Schweizer Kanton Wallis geboren, wo sein Vater als Bergwerksdirektor und Geologe tätig war, und hatte noch einen jüngeren Bruder und eine jüngere Schwester. Nach dem Besuch der Volksschule in Bödefeld und des städtischen Gymnasiums Petrinum in Brilon studierte Gerlach von 1875 bis 1879 an der Berliner Bauakademie. 1886 bekam er den Schinkelpreis für Ingenieurwesen für den Entwurf einer Kanal- und Hafenanlage im Norden von Berlin.
Nachfolgend war er als Regierungsbaumeister (Assessor in der staatlichen Bauverwaltung) in Ostpreußen und in der Zeit von 1889 bis 1894 im preußischen Ministerium der öffentlichen Arbeiten in Berlin beschäftigt. Anschließend arbeitete Gerlach bis 1899 als Stadtbauinspektor in der kommunalen Bauverwaltung der Stadt Köln während der großen Stadterweiterung. Danach wurde er Stadtbaurat der damals noch selbstständigen Stadt Schöneberg. Unter seiner Führung entstand das Bayerische Viertel, der Stadtpark Schöneberg und die erste kommunale Untergrundbahn. Während dieser Zeit war er 1902 an der Gründung der Preußischen Landesanstalt für Gewässerkunde beteiligt und erhielt die Ehrentitel Baurat und später Geheimer Baurat.
Kurz vor Ablauf seiner zwölfjährigen Amtszeit wurde er 1911 als Nachfolger von Ewald Genzmer zum ordentlichen Professor für Städtebau an die Technische Hochschule Danzig berufen; ihm folgte ab 1927 Karl August Hoepfner. Während seiner Dienstzeit in Danzig war Hans Bernhard Reichow Assistent an der Hochschule und wurde hier 1926 wohl von Gerlach zum Dr.-Ing. promoviert.
Für seinen Heimat-Wahlkreis Meschede-Olpe war er in der Zeit von 1913 bis 1918 als Mitglied der Deutschen Zentrumspartei Abgeordneter des Preußischen Landtags und Mitglied der Wohnungsgesetzkommission. Zudem war Gerlach mehrere Jahre lang Vorsitzender der Berliner Abteilung des Sauerländischen Gebirgsvereins.

## Ehrungen
- Ernennung zum Stadtältesten von Berlin im Jahr 1924
- Anlässlich seines 65. Geburtstags verlieh ihm die Technische Hochschule Dresden am 29. April 1921 die Ehrendoktorwürde der Ingenieurwissenschaften (als Dr.-Ing. E. h.).[5]
- Komtur des St.-Gregorius-Ordens, Großoffizier des Ritterordens vom Heiligen Grab zu Jerusalem, Mitglied der päpstlichen Akademie in Rom[6]
- In Berlin-Schöneberg wurde die Friedrich-Gerlach-Brücke und in Koblenz eine Straße nach ihm benannt.

## Werk (Auswahl)

### Bauprojekte
- Entwurf für einen Berliner Nordkanal in Gesundbrunnen
 Mit diesem Projekt gewann er 1886 den Schinkelwettbewerb im Bereich Ingenieurbau.[7]
- Bebauungsplan für das Bayerische Viertel in Berlin-Schöneberg
- Rudolph-Wilde-Park in Berlin
- Schöneberger Untergrundbahn
- Bebauungsplan für das Rheinische Viertel in Berlin-Wilmersdorf
- 1909: Bebauungsplan für das Tempelhofer Feld[8]
- um 1915: Bebauungsplan einer Gartenstadt-Arbeitersiedlung mit 470 Wohnungen für das Stickstoffwerk in Piesteritz (später Mitteldeutsche Stickstoffwerke AG, Architekt: Otto Rudolf Salvisberg)[9]
- um 1919: Bebauungsplan der Siedlung Elsengrund in Berlin-Köpenick (Architekt: Otto Rudolf Salvisberg)[10]
- 1921: Bebauungs- und Fluchtlinien-Plan für die Koblenzer Vororte Horchheim und Pfaffendorf

### Schriften
- (als Mitbearbeiter): Führer auf deutschen Schifffahrtsstraßen. Eine bautechnische Studienreise nach West- und Ostpreußen. 3 Bände, Berlin 1884.
- Das römische Gräberfeld an der Luxemburgerstraße. In: Versammlungsberichte des Architekten- und Ingenieur-Vereins für Niederrhein und Westfalen 1897. (zweiteiliger Vortrag, gehalten auf der 13. Versammlung am 22. November 1897 und der 14. Versammlung am 6. Dezember 1897)[11]
- Die Straßen der Stadt Köln. In: Festschrift für die Hauptversammlung des Deutschen Vereins für öffentliche Gesundheitspflege 1898. Köln 1898.
- Baugeschichtliche Plan-Entwicklung der Kölner-Altstadt. In: Festschrift für die Hauptversammlung des Deutschen Vereins für öffentliche Gesundheitspflege 1898. Köln 1898.
- Die elektrische Untergrundbahn der Stadt Schöneberg. In: Zeitschrift für Bauwesen. Nr. 1, 1911, Sp. 93–134, 261–322 (zlb.de – Atlas:Tafel 15–20).